# Tabanus nigrhinus
Tabanus nigrhinus är en tvåvingeart som beskrevs av Philip 1962. Tabanus nigrhinus ingår i släktet Tabanus och familjen bromsar. Inga underarter finns listade i Catalogue of Life.